# Odontopediatria
Odontopediatria é uma especialização da Odontologia que cuida da saúde bucal de crianças, desde o nascimento até a adolescência. A especialidade da odontologia pediátrica é reconhecida pela American Dental Association, Royal College of Dentists of Canada, e Royal Australasian College of Dental Surgeons.
Dentistas pediátricos (também pædiatricos) promovem a saúde bucal das crianças. É recomendado pela Academia Americana de Odontopediatria (AAPD) e pela Academia Americana de Pediatria (AAP) que uma visita ao dentista deve ocorrer dentro de seis meses do primeiro aniversário da criança. A AAPD disse que é importante estabelecer um relacionamento abrangente e acessível entre o dentista e o paciente - referindo-se ao "lar dental" desse paciente.